# 지명 타자

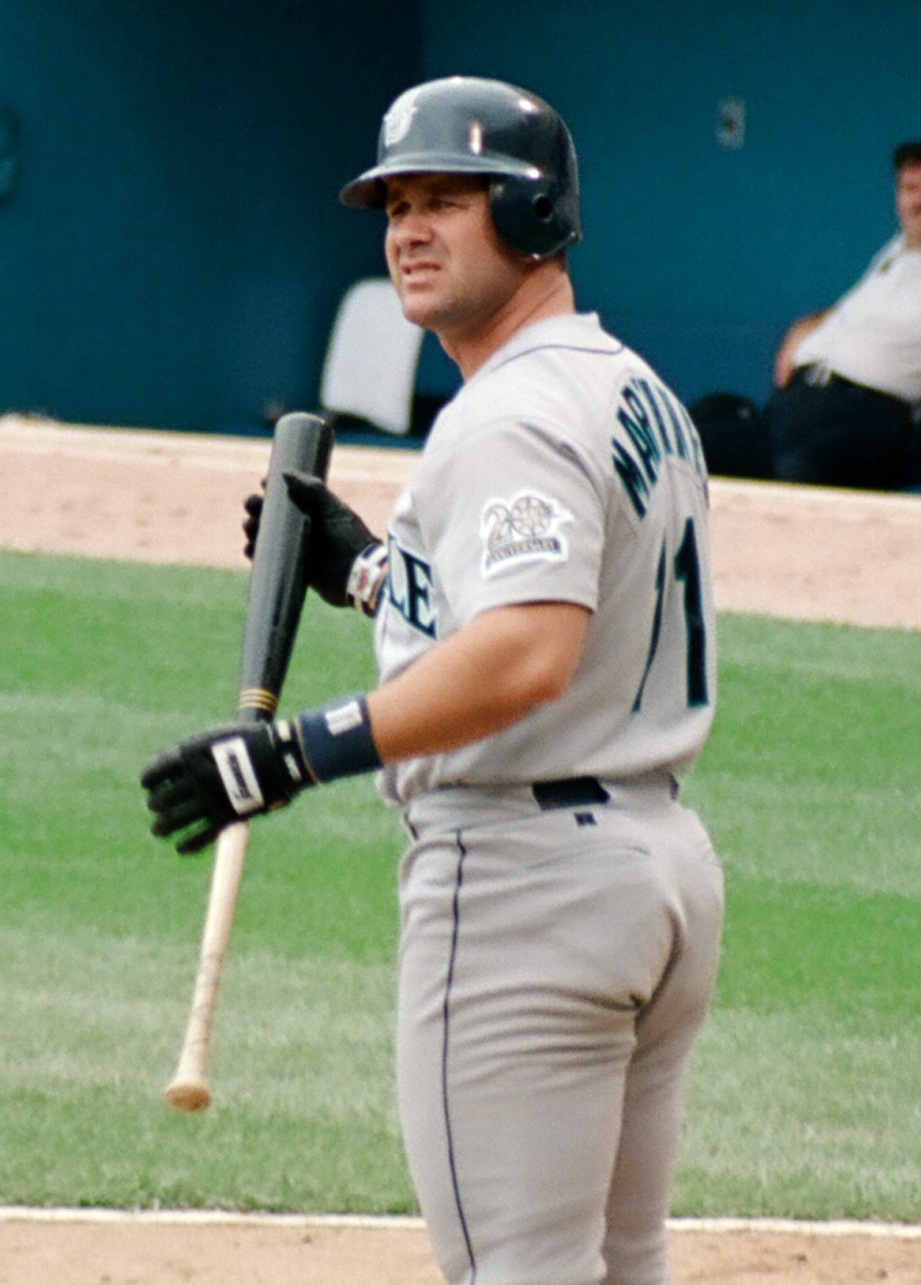
지명 타자 에드거 마르티네즈.

지명 타자(指名 打者, Designated Hitter, DH)는 야구에서 타격 시 투수 대신 타석에 들어서는 타자이다. 계속 공을 던져야 하는 투수를 보호하기 위해 공격할 때 투수를 쉬게 하고 대신 지명 타자를 보낸다. (지명 타자가 있으면 10명, 없으면 9명이 한 팀을 이룬다.)
KBO 리그, 미국 메이저 리그, 일본 프로 야구의 퍼시픽 리그(1975년부터)를 포함한 거의 모든 리그가 지명 타자 제도를 쓰지만 일본 프로 야구의 센트럴 리그는 지명 타자제를 쓰지 않고 있다. 수비 부담이 없어, 대부분의 지명 타자는 나이가 고령이어서 수비 능력이 떨어지거나, 타격 능력은 양호하나 수비 능력이 떨어지는 경우가 많다. 수비력이 떨어지나 공격력이 훌륭한 선수가 지명 타자가 되는 경우도 있다.

## 같이 보기
- 대타